# Cortazzone
Cortazzone (Curtassun in piemontese) è un comune italiano di 599 abitanti della provincia di Asti, appartenente al consorzio dell'unione di comuni Alto Astigiano.

## Storia
Si ritiene che l'origine del borgo risalga alla fine del IX secolo. Il toponimo deriva presumibilmente da Curtis Azonis (denominazione tuttora presente nello stemma del Comune), dal nome del primo Signore Azzone (da alcuni identificato col conte di Modena) che nel 1094/1095 lo donò al vescovado di Pavia, il quale ne infeudò i Monaci della Torre Rossa di Asti. Da questi il feudo passò nel 1314 alla potente famiglia dei banchieri Pelletta, anch'essi vassalli del vescovo di Pavia. Nel 1370, nel castello di Cortazzone, Jacopo dal Verme e Rinaldo de Bulendorf, capitani di Galeazzo II, concessero a Giovanni Asinari e Enrichetto Pelletta il castello di Cortazzone, ottenendo in cambio il giuramento di fedeltà dei due astigiani e dei membri dei loro famiglie al Visconti e il loro impegno a combattere gli avversari del signore.
I Pelletta dominarono sul territorio per circa quattro secoli, fatto salvo il breve periodo (1374/1395) di dominazione viscontea in cui fu infeudato ai Dal Verme, in particolare nella persona di Luchino Novello, figlio di Luchino Dal Verme, assieme al fratello e condottiero Jacopo Dal Verme.
Estinto il ramo principale della dinastia, il borgo passò alla discendente di un ramo cadetto (Irene Pelletta) e da lei, a seguito di matrimonio nel 1734, al conte di Favria e successivamente al figlio Vittorio Amedeo conte di Govone. Costui alla sua morte (1792) legò il feudo all'Ordine dei Santi Maurizio e Lazzaro, che dominò sul territorio fino al 1860, quando lo vendette a lotti segnando così il passaggio dall'economia feudale alla piccola proprietà contadina.
Il comune seguì in seguito le sorti storiche dell'Italia, con i suoi piccoli e grandi fatti di quotidianità e di cronaca, il più grave dei quali fu nel 1990 il misterioso ed efferato assassinio del Parroco, Don Guglielmo Alessio.

### Simboli
(Descrizione araldica dello stemma)
(Descrizione araldica del gonfalone)

Lo stemma e il gonfalone sono stati concessi con il decreto del Presidente della Repubblica datato al 6 novembre del 1996..

## Monumenti e luoghi di interesse

### Chiesa di San Secondo di Mongiglietto
Sicuramente si tratta di uno dei più affascinanti e misteriosi edifici d'Italia.
Il primo documento che attesta l'esistenza di questo antichissimo tempio risale al 1041, ma l'edificio attuale è perlomeno antecedente l'anno mille. Sorge su un piccolo rilievo a 241 metri sopra il livello del mare il cui nome, Mongiglietto, fa comprendere che si trova su un antico luogo di culto pagano: in latino infatti poteva essere Mons Jovis (Monte di Giove) oppure Mons Iubili (Monte della Gioia) ed in questo secondo caso il luogo sarebbe stato sede di antichissimi riti orgiastici che in forma di prostituzione ecclesiasticamente controllata sono proseguiti fin oltre l'anno mille.
Dato che inoltre i luoghi di culto mantenevano la stessa localizzazione, è altrettanto probabile che precedentemente la collina fosse sacra al culto degli Dei Celti e che all'ombra delle querce si praticassero sacrifici umani. Questa tesi suggestiva, sarebbe ulteriormente rafforzata dalla immagine antropomorfa che crea il confluire delle 5 valli della zona, sicuro luogo d’incontro di popoli primitivi. Il colle della chiesa, localizzandosi proprio nella parte bassa di questa ipotetica figura umana, alluderebbe alla rilevante importanza simbolica del luogo in oggetto.
Fino al 1660 era stata al centro di Cortazzone, poi gli abitanti, per misteriose ragioni, si trasferirono sulla collina dove sorge attualmente il paese, e l’antica chiesetta rimase abbandonata, assieme al piccolo cimitero che la circondava.
L’ubicazione e l’orientamento del tempio non sono casuali; la chiesa ha un orientamento est-ovest spostato di alcuni gradi rispetto al preciso allineamento astrale che si usava all'epoca, in modo da essere perfettamente parallelo a una vena acquifera che scorre a 21 metri di profondità. Sotto il punto in cui sorge l’altare questa vena si incrocia con un'altra quasi perpendicolare che scorre sei metri più profonda, mentre una terza vena acquifera, scorrendo più superficialmente, a 14 metri di profondità, passa sotto il fonte battesimale, quindi si incrocia con la prima vena sotto un cerchio rituale che sta al centro del tempietto, e poi con la seconda, alla destra dell’altare.
Innumerevoli sono i simboli, molti dei quali dal significato arcano, forse ascrivibili all’antico e misterioso Ordine dei Cavalieri Templari. Uno di questi è la Fenice, misterioso uccello che secondo una leggenda che si perde nella notte dei tempi, viveva nel deserto per 500 anni, e che sentendosi prossimo alla morte, si costruiva un nido intrecciando erbe aromatiche, mirra e cannella, poi vi si adagiava lasciandosi bruciare dai raggi del sole. Tre giorni dopo, dalla sua cenere sarebbe risorta una Fenice che subito si recava in volo alla città di Eliopoli ad annunciare la sua resurrezione.
Vi sono poi delle sirene bifide con le due code allargate fino alle spalle, apparentemente in una posizione orgiastica, e figure femminili rappresentate nello stesso modo. Di natura probabilmente sessuale è anche l’immagine graffita sul muro esterno di un uomo e una donna, e due seni, forse a simboleggiare Maria Maddalena assimilata a Iside. Sono inoltre presenti immagini cosmologiche, fra cui una rappresentazione dell’eclissi solare del 26 gennaio 1153, e simboli che indicano diverse costellazioni, fra cui Pegaso, il serpente, i pesci e altre, in un simbolismo il cui significato si è perso nella notte dei tempi.
Le conchiglie sulla facciata ricordano che il luogo era adibito al ricovero dei pellegrini diretti a Roma oppure a Gerusalemme.
I "nodi celtici" invece richiamano ulteriormente l'origine celtica del luogo sacro, e indirettamente i sanguinari riti che vi praticavano i druidi. Mentre un nodo di Salomone, assieme all'albero della vita, richiama antichi culti ebraici e del cristianesimo primitivo.
Di altre immagini invece il significato si perde negli albori della storia e non sono immediatamente comprensibili.

## Società

### Evoluzione demografica
Abitanti censiti

### Etnie e minoranze straniere
Secondo i dati ISTAT al 1º gennaio 2013 la popolazione straniera residente era di 53 persone e rappresentano il 8.1% dell'intera popolazione residente.
Le nazionalità maggiormente rappresentate in base alla loro percentuale sul totale della popolazione straniera residente erano:
- Romania 42 79.25%
- Albania 1 1.89%
- Ucraina 1 1.89%
- Spagna 1 1.89%
- Regno Unito 1 1.89%
- Francia 1 1.89%
- Ecuador 1 1.89%
- Repubblica Dominicana 1 1.89%
- Venezuela 1 1.89%
- Marocco 1 1.89%
- Etiopia 1 1.89%
- Cina 1 1.89%

## Amministrazione
Di seguito è presentata una tabella relativa alle amministrazioni che si sono succedute in questo comune.
| Periodo        | Periodo        | Primo cittadino       | Partito                          | Carica  | Note          |
| -------------- | -------------- | --------------------- | -------------------------------- | ------- | ------------- |
| 24 giugno 1985 | 23 maggio 1990 | Giovanna Gandolfo Fex | -                                | Sindaco | [ 10 ]        |
| 23 maggio 1990 | 24 aprile 1995 | Carlo Fogliasso       | Democrazia Cristiana             | Sindaco | [ 10 ]        |
| 24 aprile 1995 | 14 giugno 1999 | Carlo Fogliasso       | centro                           | Sindaco | [ 10 ]        |
| 14 giugno 1999 | 14 giugno 2004 | Simonetta Ventura     | lista civica                     | Sindaco | [ 10 ]        |
| 14 giugno 2004 | 8 giugno 2009  | Simonetta Ventura     | lista civica                     | Sindaco | [ 10 ]        |
| 8 giugno 2009  | 26 maggio 2014 | Francesco Chiara      | lista civica Noi con voi         | Sindaco | [ 10 ]        |
| 26 maggio 2014 | 26 maggio 2019 | Francesco Chiara      | lista civica Noi con voi         | Sindaco | [ 10 ] [ 11 ] |
| 26 maggio 2019 | 10 giugno 2024 | Francesco Chiara      | lista civica Noi con voi         | Sindaco | [ 10 ]        |
| 10 giugno 202  | in carica      | Federico Tollio       | lista civica Progetto Cortazzone | Sindaco | [ 10 ]        |

## Galleria d'immagini

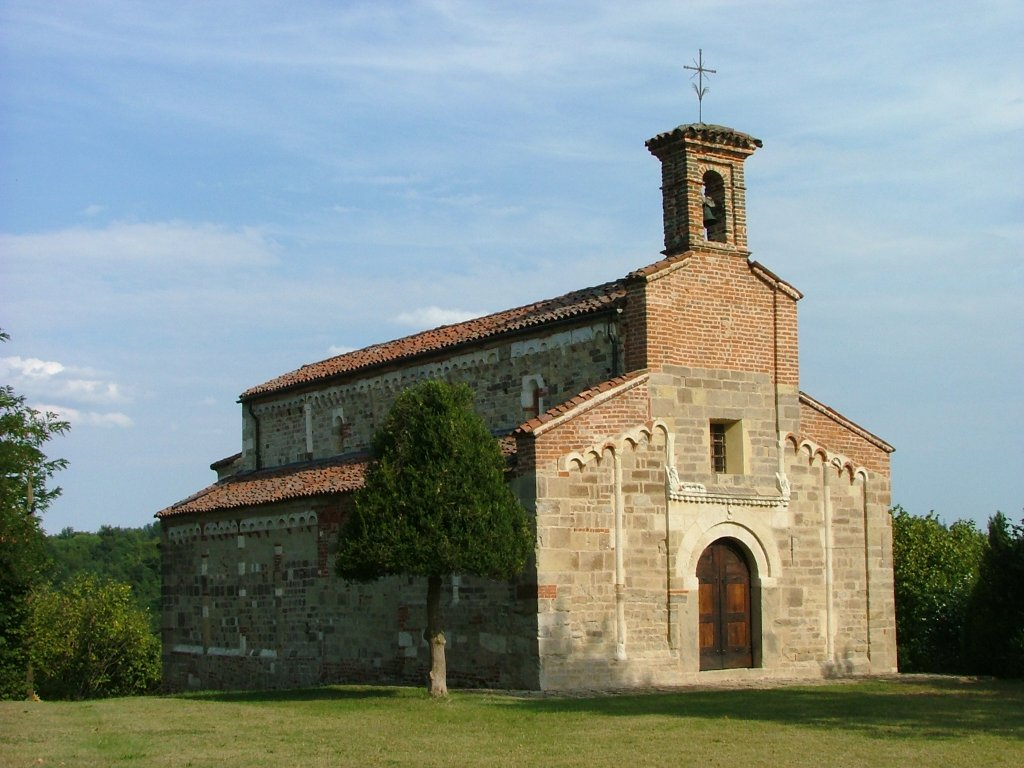
Chiesa romanica di San Secondo
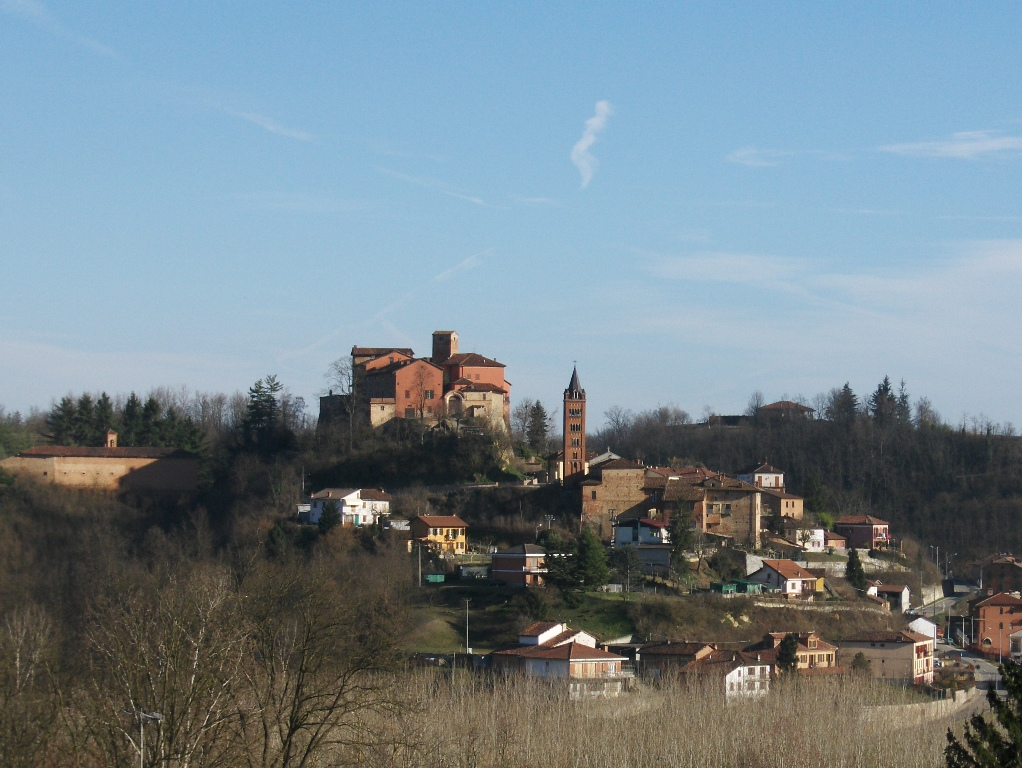
Cortazzone visto dalla collina di Mongiglietto
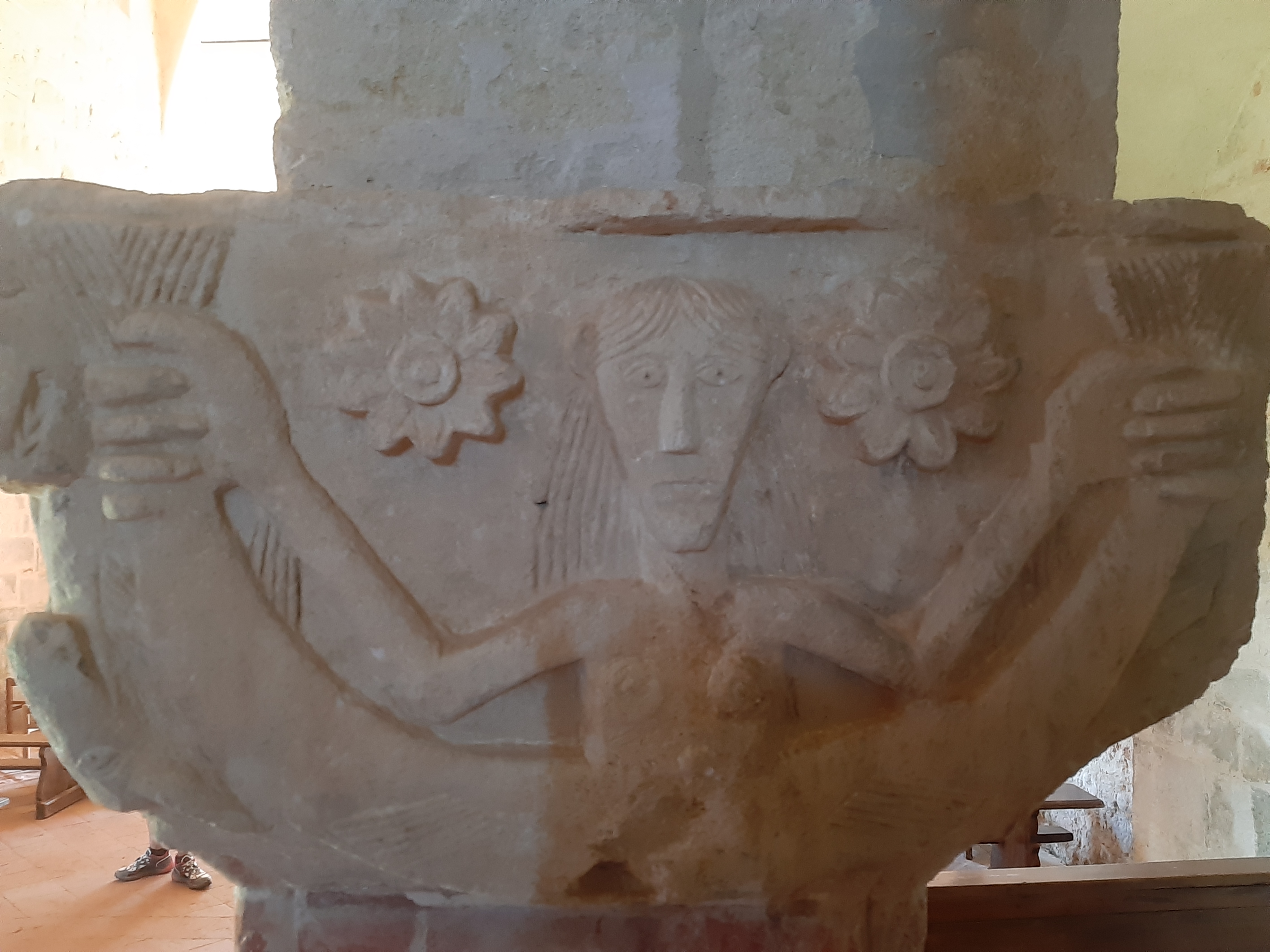
Capitello S.Secondo di Cortazzone
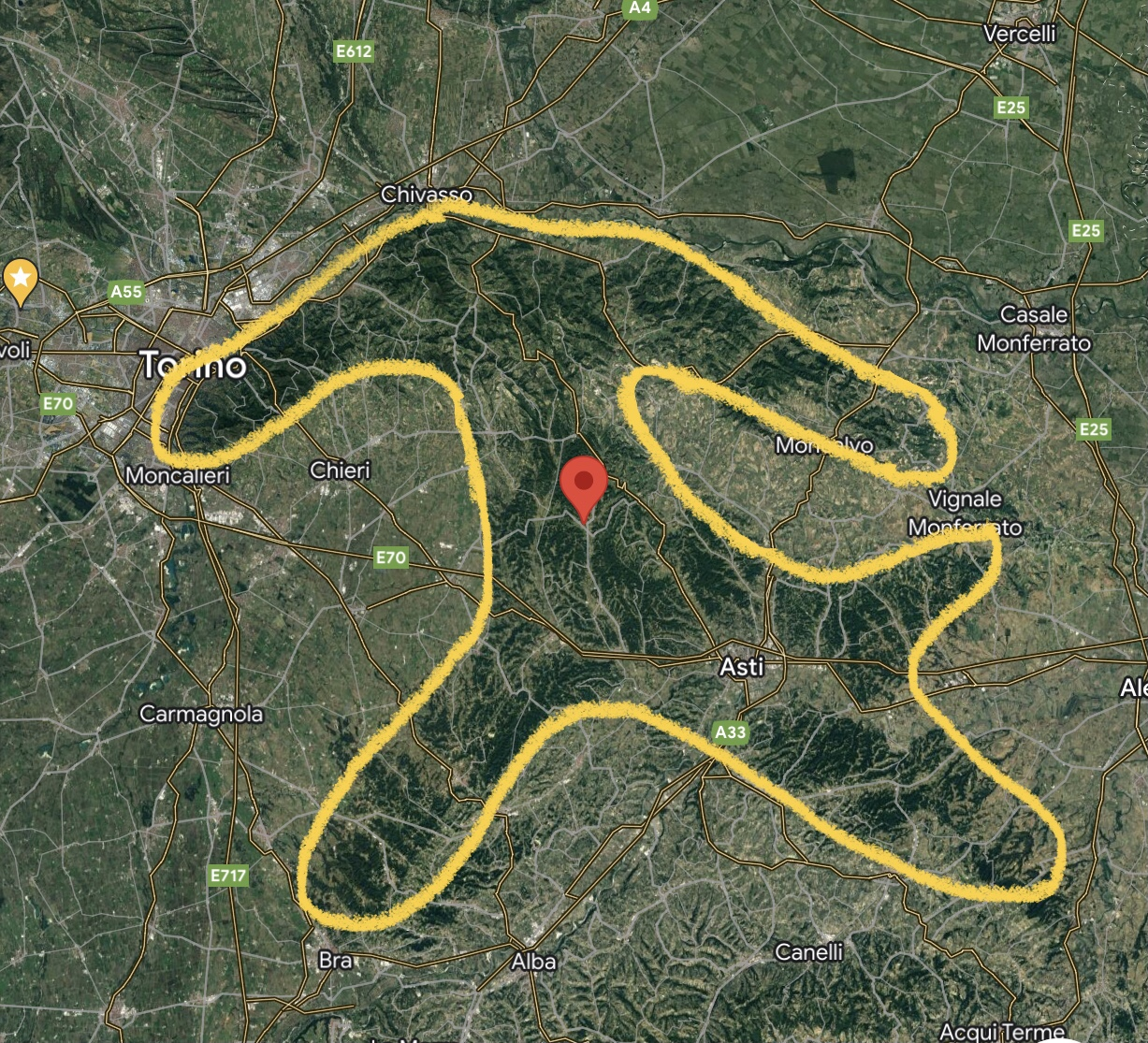
Il confluire delle valli : un incontro di popolazioni